# Janvier 1758
Cette page présente les faits marquants du mois de janvier 1758.

## Événements
- 22 janvier : occupation de Königsberg par la Russie, qui avance en Prusse[1].